# Andreas Ibertsberger
Andreas Ibertsberger (Salisburgo, 27 luglio 1982) è un ex calciatore austriaco, di ruolo centrocampista.

## Biografia
È il fratello di Robert Ibertsberger, ex-giocatore del Venezia.